# 小行星1540
小行星1540（1540 Kevola）是一颗围绕太阳公转的小行星。1938年11月16日，利斯·奧特瑪在图尔库发现了此天体。
該小行星以位於芬蘭的克沃拉天文台命名。
这颗小行星的绝对星等为113.5277892717471等。